# 青岛公交325路线
青岛公交325路线，是青岛市胶州湾东岸城区的一条公交线。该路线自2010年2月2日开通运营，途经市南区、市北区和李沧区。

## 路线走向
- 下行：途经团岛一路、团岛路、瞿塘峡路、西陵峡三路、汶上路、费县路、兰山路、中山路、胶州路、热河路、辽宁路、华阳路、内蒙古路、杭州路、四流南路、胜利桥、四流中路、太原路、沧台南路。
- 上行：途经沧台南路、太原路、四流中路、胜利桥、四流南路、杭州路、内蒙古路、华阳路、辽宁路、热河路、胶州路、中山路、广西路、费县路、广州路、单县路、朝城路、贵州路、三门峡路、瞿塘峡路、团岛路、团岛一路。[參⁠ 2][參⁠ 3][參⁠ 1]

## 停车站点
本路线共设置33个停车站点。
| 序号 | 站名             | 下行                                  | 下行              | 上行                                  | 上行              | 换乘地铁         | 备注 |
| 序号 | 站名             | 停车                                  | 站位              | 停车                                  | 站位              | 换乘地铁         | 备注 |
| ---- | ---------------- | ------------------------------------- | ----------------- | ------------------------------------- | ----------------- | ---------------- | ---- |
| 1    | 团岛站           | 向下箭头图形 · 公共汽车的图形         | 团岛一路/团岛三路 | 向上箭头图形 · 公共汽车的图形         | 团岛一路/贵州路   | 贵州路站（1）    |      |
| 2    | 红山峡路站       | 向下箭头图形 · 公共汽车的图形         | 瞿塘峡路/团岛路   | 向上箭头图形 · 公共汽车的图形         | 瞿塘峡路/团岛路   |                  |      |
| 3    | 明月峡路站       | 向下箭头图形 · 公共汽车的图形         | 瞿塘峡路/龙羊峡路 | 向上箭头图形 · 公共汽车的图形         | 瞿塘峡路/明月峡路 |                  |      |
| 4    | 青黄快船码头站   | 向下箭头图形 · 公共汽车的图形         | 瞿塘峡路/刘家峡路 | 向上箭头图形 · 公共汽车的图形         | 瞿塘峡路/青铜峡路 |                  |      |
| 5    | 巫峡路站         | 向下箭头图形 · 公共汽车的图形         | 瞿塘峡路/三门峡路 | 向上箭头图形 · 公共汽车的图形         | 瞿塘峡路/刘家峡路 |                  |      |
| 6    | 汶上路西镇站     | 向下箭头图形 · 公共汽车的图形         | 汶上路/单县路     |                                       |                   | 西镇站（1）      |      |
| 7    | 青岛十二中站     |                                       |                   | 向上箭头图形 · 公共汽车的图形         | 贵州路/朝城路     |                  |      |
| 8    | 广州路火车站     |                                       |                   | 向上箭头图形 · 公共汽车的图形         | 广州路/单县路     |                  |      |
| 9    | 广西路火车站     |                                       |                   | 向上箭头图形 · 公共汽车的图形         | 广西路/蒙阴路     | 青岛站（1、3）   |      |
| 10   | 兰山路火车站     | 向下箭头图形 · 公共汽车的图形         | 兰山路/广西支路   |                                       |                   | 青岛站（1、3）   |      |
| 11   | 中山路湖南路站   | 向下箭头图形 · 公共汽车的图形         | 中山路/湖南路     | 向上箭头图形 · 公共汽车的图形         | 中山路/湖南路     |                  |      |
| 12   | 中山路站         | 向下箭头图形 · 公共汽车的图形         | 胶州路/济宁路     | 向上箭头图形 · 公共汽车的图形         | 胶州路/博山路     | 中山路站（1）    |      |
| 13   | 市立医院站       | 快进的向下双箭头图形 · 公共汽车的图形 | 胶州路/临清路     | 快进的向上双箭头图形 · 公共汽车的图形 | 胶州路/长清路     | 江苏路站（1）    |      |
| 14   | 承德路站         | 向下箭头图形 · 公共汽车的图形         | 热河路/无棣路     | 向上箭头图形 · 公共汽车的图形         | 热河路/城阳路     |                  |      |
| 15   | 科技街站         | 快进的向下双箭头图形 · 公共汽车的图形 | 辽宁路/临淄路     | 快进的向上双箭头图形 · 公共汽车的图形 | 辽宁路/桓台路     | 泰山路站（2）    |      |
| 16   | 华阳路站         | 向下箭头图形 · 公共汽车的图形         | 华阳路/青海支路   | 向上箭头图形 · 公共汽车的图形         | 华阳路/安丘路     |                  |      |
| 17   | 埕口路站         | 向下箭头图形 · 公共汽车的图形         | 华阳路/昌邑路     | 向上箭头图形 · 公共汽车的图形         | 华阳路/昌邑路     |                  |      |
| 18   | 长春路站         | 向下箭头图形 · 公共汽车的图形         | 内蒙古路/长春路   | 向上箭头图形 · 公共汽车的图形         | 内蒙古路/长春路   |                  |      |
| 19   | 内蒙古路长途站   | 快进的向下双箭头图形 · 公共汽车的图形 | 内蒙古路/杭州路   | 快进的向上双箭头图形 · 公共汽车的图形 | 内蒙古路/孟庄路   |                  |      |
| 20   | 青岛六十六中站   | 向下箭头图形 · 公共汽车的图形         | 杭州路/海岸路     | 快进的向上双箭头图形 · 公共汽车的图形 | 杭州路/海岸路     |                  |      |
| 21   | 杭州路四方站     | 向下箭头图形 · 公共汽车的图形         | 杭州路/嘉兴路     | 向上箭头图形 · 公共汽车的图形         | 杭州路/嘉兴路     |                  |      |
| 22   | 四方小学站       | 快进的向下双箭头图形 · 公共汽车的图形 | 杭州路/居仁路     | 快进的向上双箭头图形 · 公共汽车的图形 | 杭州路/居仁路     |                  |      |
| 23   | 杭州花园站       | 向下箭头图形 · 公共汽车的图形         | 杭州路/瑞昌路     | 向上箭头图形 · 公共汽车的图形         | 杭州路/瑞昌路     |                  |      |
| 24   | 北岭站           | 向下箭头图形 · 公共汽车的图形         | 杭州路/人民路     | 向上箭头图形 · 公共汽车的图形         | 杭州路/四流南路   |                  |      |
| 25   | 北岭山森林公园站 | 向下箭头图形 · 公共汽车的图形         | 四流南路/新昌路   | 向上箭头图形 · 公共汽车的图形         | 四流南路/萍乡路   | 水清沟站（1）    |      |
| 26   | 水清沟站         | 快进的向下双箭头图形 · 公共汽车的图形 | 四流南路/河清路   | 快进的向上双箭头图形 · 公共汽车的图形 | 四流南路/大沙路   |                  |      |
| 27   | 中心医院站       | 向下箭头图形 · 公共汽车的图形         | 四流南路/开平路   | 向下箭头图形 · 公共汽车的图形         | 四流南路/开封路   |                  |      |
| 28   | 四流南路开封路站 | 向下箭头图形 · 公共汽车的图形         | 四流南路/开封路   | 向上箭头图形 · 公共汽车的图形         | 四流南路/开封路   | 开封路站(1)      |      |
| 29   | 胜利桥站         | 快进的向下双箭头图形 · 公共汽车的图形 | 四流南路/郑州路   | 快进的向上双箭头图形 · 公共汽车的图形 | 四流南路/唐河路   | 胜利桥站({1)     |      |
| 30   | 胜利花园北站     | 向下箭头图形 · 公共汽车的图形         | 四流中路/海翔路   | 向上箭头图形 · 公共汽车的图形         | 四流中路/海翔路   |                  |      |
| 31   | 太原路东站       | 向下箭头图形 · 公共汽车的图形         | 太原路/海澜路     | 向上箭头图形 · 公共汽车的图形         | 太原路/海澜路     |                  |      |
| 32   | 太原路站         | 向下箭头图形 · 公共汽车的图形         | 太原路/四流中支路 | 向上箭头图形 · 公共汽车的图形         | 太原路/四流中支路 | 安顺路站(1)      |      |
| 33   | 铁路北站东广场站 | 快进的向下双箭头图形 · 公共汽车的图形 | 沧台南路/站前路   | 快进的向上双箭头图形 · 公共汽车的图形 | 沧台南路/站前路   | 青岛北站（1、3） |      |

## 运营时间
以下均为当地时间（UTC+8）为准。
- 团岛站（主站）：4:45-20:15
- 铁路北站东广场站（副站）：5:45-21:15

## 票制票价
本路线车辆均为普通车，无人售票一票制。每人次投币CNY ¥ 1。

## 特色服务

### 夜间加车
325路线每日23:00开行铁路北站东广场站至团岛站的夜间加车1班次。

### 互联网+公交快车
325路线工作日上下班高峰时段开通“互联网+”公交，只停靠客流集中的部分站点（见上表），以缩短运行时间。快车运行时，车辆前挡风玻璃处放置“互联网+公交快车”标牌。
- 早：团岛站7:20发出下行车1班次。
- 晚：铁路北站东广场站17:10发出上行车1班次。

## 备注
1. ↑  实为其西侧平行无名路
2. ↑  实为其西侧平行无名路
3. ↑   註: